# Fairfield Properties Ballpark
Le Fairfield Properties Ballpark est un stade de baseball d'une capacité de 6000 places situé à Central Islip, hameau de Long Island, dans l'État de New York, aux États-Unis. Le stade est le domicile des Ducks de Long Island, club de baseball indépendant évoluant en Ligue atlantique.